# Jenopappius
Jenopappius – rodzaj błonkówek z rodziny męczelkowatych, znany z Afryki. Gatunkiem typowym jest Jenopappius magyarmuzeum.

## Gatunki
Do rodzaju zaliczane są 3 gatunki, choć najprawdopodobniej jest ich więcej:
- Jenopappius aethiopicus (de Saeger, 1944)
- Jenopappius magyarmuzeum (Fernandez-Triana & Boudreault, 2018)
- Jenopappius niger (de Saeger, 1944)